# Astragalus sisyrodites
Astragalus sisyrodites är en ärtväxtart som beskrevs av Aleksandr Andrejevitj Bunge. Astragalus sisyrodites ingår i släktet vedlar, och familjen ärtväxter. Inga underarter finns listade i Catalogue of Life.